# صندوق المؤشرات المتداولة

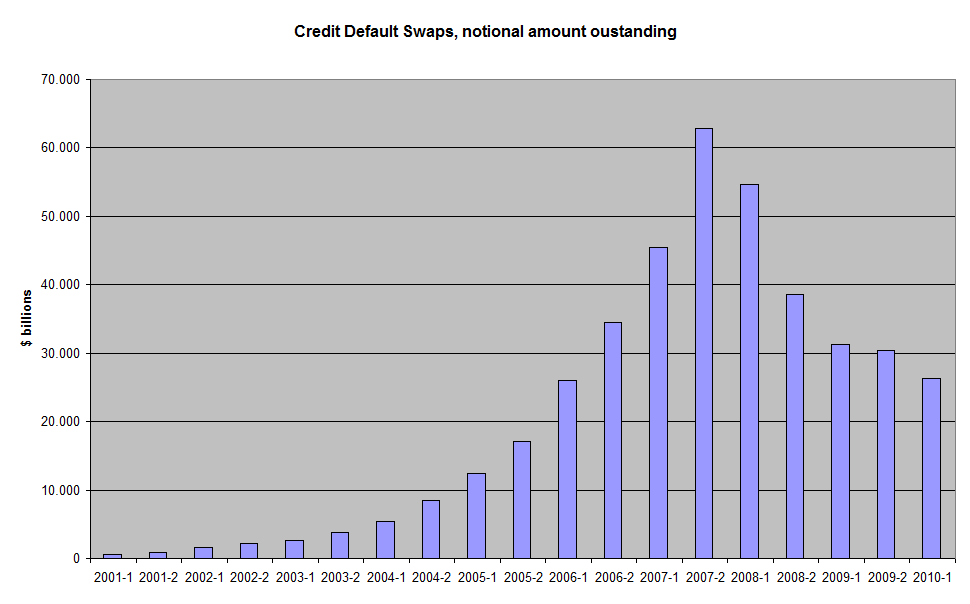

صندوق المؤشرات المتداولة هو صندوق استثمار يديره مجموعة من المتخصصين في الاستثمار في كل السوق وعادة ما يكون هذا الصنف من الصناديق ذو كلفة منخفضة، وتمتاز بالتنوع لتقليص نسبة المخاطرة. على عكس الاستثمار بسوق الأوراق المالية، يتيح صندوق الاستثمار المشترك للمستثمرين الاستثمار بمبالغ صغيرة وتمنح فرصة اختيار القطاع للاستثمار فيه.

## ما أنواع صناديق المؤشرات المتداولة؟
هناك نوعان من صناديق المؤشرات المتداولة ETF: الفيزيائية والاصطناعية.
تستثمر صناديق المؤشرات المتداولة المادية مباشرة في أي شيء تتعقبه. في حالة متتبع FTSE 100، تستثمر ETF في أسهم الشركات التي تشكل مؤشر FTSE 100، بينما تستثمر ETF الذهبية في سبائك الذهب المحفوظة في قبو. ومع ذلك، من المهم ملاحظة أنه عندما تستثمر في ETF ، فإنك تشتري حصة في ETF نفسها، وليس المؤشر الذي يتم تتبعه أو الاستثمار الأساسي.
صناديق المؤشرات المتداولة الاصطناعية أكثر تعقيدًا. يشترون «المقايضات» - نوع من المشتقات، عادة ما تبيعه البنوك الاستثمارية - والتي تعد بدفع نفس عوائد المؤشر أو الاستثمار الأساسي الذي يتتبعونه. إنها تسمح لك بالاستثمار في الأسواق التي قد يصعب الوصول إليها بطريقة أخرى، مثل السلع القابلة للتلف أو أسواق الأسهم التي تقيد الاستثمار الأجنبي.
تعتبر صناديق المؤشرات المتداولة الاصطناعية أكثر خطورة من صناديق المؤشرات المتداولة المادية نظرًا لما يُعرف باسم «مخاطر الطرف المقابل» مما يعني أنه إذا كان البنك الاستثماري الذي باع المقايضة إلى ETF لا يستطيع الوفاء بالتزاماته، فقد تخسر. عادة ما يتعين على بائعي عقود المقايضة تقديم ضمانات لتقليل هذه المخاطر. ومع ذلك، فإن صناديق المؤشرات المتداولة المادية أسهل في الفهم وأقل عرضة للمخاطر الخفية، لذا فهي أكثر ملاءمة للمستثمرين الأفراد.